# Autodromo di Pergusa
Der Autodromo di Pergusa ist eine Motorsportrennstrecke im Stadtteil Pergusa der Stadt Enna auf Sizilien. Die im Uhrzeigersinn befahrene Rennstrecke umfährt den einzigen natürlichen See Siziliens, den Lago di Pergusa und ist nach FIA Grad 3 homologiert.

## Geschichte
Die Strecke wurde 1951 als um den See gelegener Ovalkurs mit nur 5 Kurven angelegt. Im Laufe der Jahre wurden weitere Schikanen hinzugefügt.

## Veranstaltungen

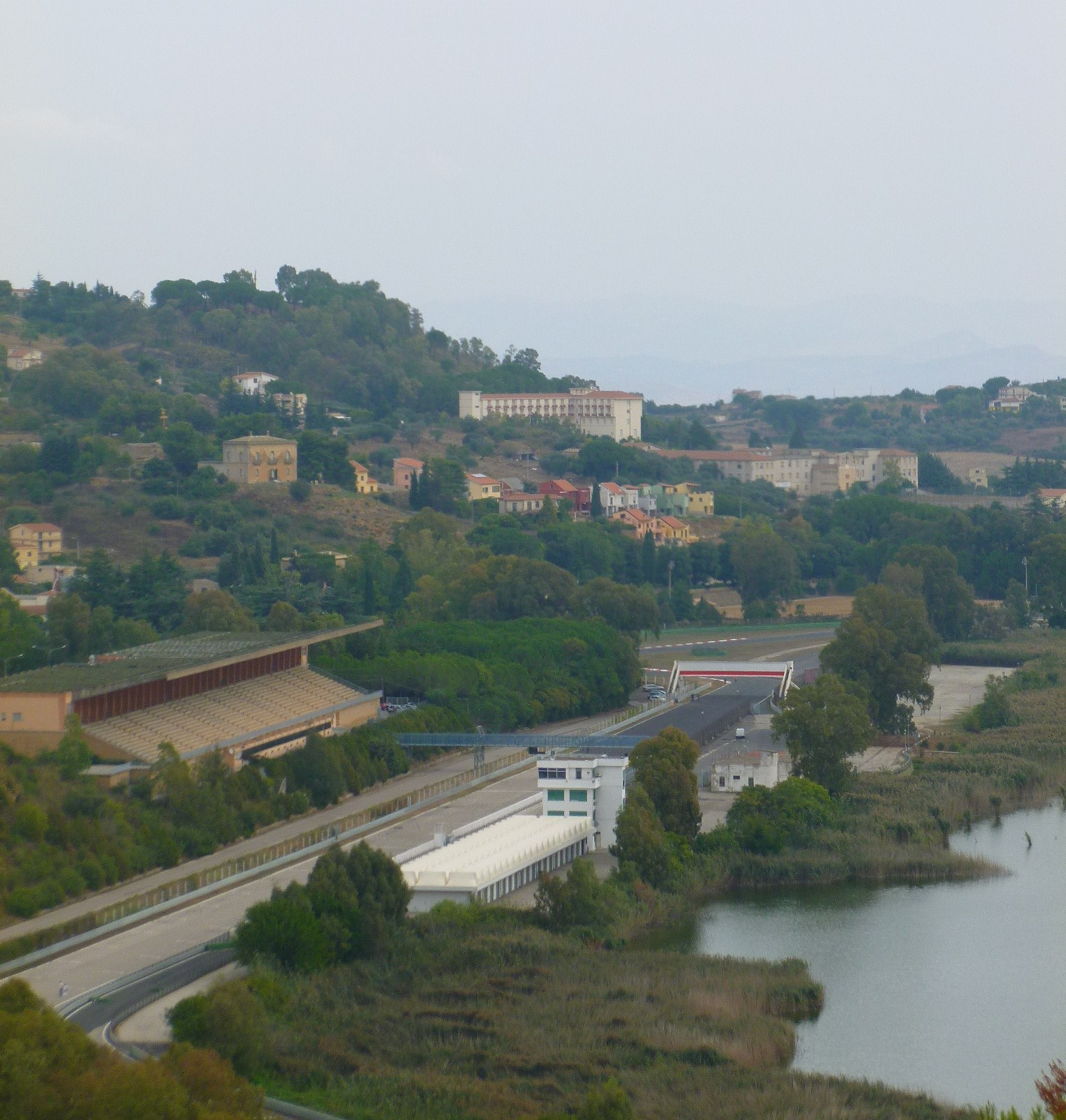
Start- und Zielbereich mit Haupttribüne

Während der 1960er Jahre fanden hier Rennen der Coppa Città di Enna und später in den 1970er Jahren Rennen der Coppa Florio statt. Von 1962 bis 1998 wurde hier nahezu jährlich der Gran Premio del Mediterraneo ausgetragen, ein Automobilrennen, das anfänglich ein Formel-1-Rennen ohne Weltmeisterschaftsstatus war, später zur Formel-2-Europameisterschaft und ab 1985 schließlich zur Internationalen Formel-3000-Meisterschaft gehörte. In den 1990er Jahren wurde die Rennstrecke ausgebaut; seitdem liefen hier auch Rennen der FIA-GT-Meisterschaft. 1997 fand das Ferrari-Festival auf der Rennstrecke statt. 2012 wurden mehrere Rennen italienischer Rennserien ausgetragen, darunter auch das Finale der Superstars Series. 2013 brachte die ETCC die Super-2000-Tourenwagen wieder nach Pergusa, nachdem bereits 2002 und 2003 die Tourenwagen-Europameisterschaft dort gastiert hatte. 2020 fand mit dem Coppa Florio 12H Sicily der Creventic 24h Serie erstmals wieder ein internationales Langstreckenrennen auf dem Kurs statt. Die angeplante Wiederholung dieses Events 2021 wurde abgesagt.
Aktuell (Stand 2024) starten die Sportprototypenserie des Campionato Italiano Sport Prototipi und die Italienische TCR-Serie auf der Strecke. 

## Streckenbeschreibung
Die Länge des 11 bis 14 Meter breiten Rennkurses beträgt 4950 Meter und der Kurs hat 16 Kurven. Die Boxengasse umfasst 25 Boxen. Die Strecke verfügt über 5.500 Tribünensitze und Platz für bis zu weitere 30.000 Zuschauer auf den Naturtribünen.